# Pila (dinheiro)
Pila (substantivo masculino) é um dos nomes pelo qual é referido coloquialmente o dinheiro no Rio Grande do Sul, Santa Catarina e no Paraná. É a alcunha da moeda vigente no pais, com equivalência paritária 1:1; assim, um pila, quer dizer atualmente um real. 

## Origem do nome
A palavra Pila como moeda, provém do político do Partido Libertador do Rio Grande do Sul, Raul Pilla. Este político e seu partido apoiaram a Revolução Constitucionalista, contra Getúlio Vargas. Como esta revolta foi mais intensa em São Paulo, e teve pouco respaldo no seu estado, ele exilou-se no Uruguai, saindo sem levar nenhum dinheiro. Seus partidários, para ajudar no seu sustento, passaram a cotizar-se vendendo bônus com valor de face, que logo passaram a ser negociados, por um breve tempo,  como dinheiro entre os seus partidários.